# Hatice Sultan (con của Selim I)
Hatice Sultan (tiếng Thổ Nhĩ Kỳ Ottoman: خدیج سلطان; trước 1494 – 1538), còn được viết là Hadice/Hadije Sultan, là một công chúa thời kỳ vương triều Ottoman. Bà là con gái của Sultan Selim I và là chị ruột của Sultan Suleiman I.

## Thân thế
Hatice Sultan là con gái của sultan Selim I, vua thứ 9 của đế quốc Ottoman, với sủng thiếp Hafsa Sultan, người sau này là Valide Sultan (tương đương Thái hậu) đầu tiên của triều Ottoman. Ngoài Hatice, cung tần Hafsa còn sinh được ít nhất 2 người con nữa, trong đó người con trai duy nhất là Suleiman I, kế vị vua cha Selim I, và ít nhất một người con gái được xác định là Fatma Sultan. Theo luật hậu cung Ottoman, khi một cung tần hạ sinh được con trai thì cô ấy sẽ không được ngủ cùng với nhà vua nữa, tuy nhiên không hạn chế số lần cô ta sinh được con gái trước người con trai này. Do đó, cả hai vị công chúa kể trên chắc chắn phải sinh trước năm 1494, là năm mà Suleiman I ra đời.
Theo cây gia phả được đề cập bởi Alderson (1956), có thể Hatice đã kết hôn lần đầu tiên vào năm 1509. Vị phu quân này được cho là Iskender Pasha, beglerbegi (tương đương thống đốc) của tỉnh Eğriboz (nay là phía đông Trung Hy Lạp), bị xử tử vào năm 1515 khi đang nhậm chức Đô đốc Hải quân. Iskender có thể là một Sultanzade (phong hiệu cho con trai của một hoàng tử và của cả công chúa), con trai của một người chị em gái với Selim I (tức Hatice và Iskender là cặp anh chị em họ).
Cuộc hôn nhân thứ hai của Hatice là vào năm 1524, và người chồng sau của bà được cho là Pargalı Ibrahim Pasha, Đại Tể tướng dưới triều Suleiman I. Theo kết quả nghiên cứu của Turan (2009), phu nhân của Ibrahim là Muhsine Hatun chứ không phải Hatice, dựa vào bức thư có chữ ký của Muhsine gửi cho Ibrahim cùng nhiều tài liệu có nhắc đến Muhsine. Trong số những người con gái của Selim I, có một người được gọi là Hanım Sultan, là người kết hôn với tể tướng Çoban Mustafa Pasha. Nếu Hanım và Hatice là cùng một người theo một số nguồn, thì sau khi trở thành góa phụ, Hatice đã tái hôn với Mustafa, vốn trước đây đã có một đời vợ là Şahzade Sultan, cũng là chị em khác mẹ với Hatice.
Hatice qua đời vào những tháng đầu năm 1538, được chôn cất trong cùng lăng mộ của cha bà, Nhà thờ Yavuz Selim (Istanbul). Osman Şah Bey, con trai của bà với chồng trước Iskender, đã cho xây dựng một nhà thờ Hồi giáo và madrasa (trường Hồi giáo) mang tên mẹ mình ở Aksaray.

## Hậu duệ
Với Iskender, công chúa Hatice sinh được 5 người con, gồm 4 con trai là Mehmed, Süleyman, Ali và Osman (đều kèm Sultanzade trước và Bey sau tên), và 1 con gái là Nefise Hanımsultan (Hanımsultan, tương tự như phong hiệu Sultanzade, nhưng dành cho con gái).
Với Mustafa, Hatice sinh được thêm 3 người con, 1 con trai là Sultanzade Mehmed Şah Bey cùng 2 con gái không rõ tên.

## Trong văn hóa đại chúng
Trong bộ phim truyền hình Muhteşem Yüzyıl, Hatice Sultan do nữ diễn viên người Đức gốc Thổ Nhĩ Kỳ Selma Ergeç thủ vai.